# Mangrullo (San José)
Mangrullo est une localité uruguayenne du département de San José.

## Localisation
Située au sud du département de San José, la localité se déploie au sud-ouest de la ville de Rafael Perazza sur le chemin qui relie la route 1 à la plage Arazatí (sur les rives du Rio de la Plata).

## Population
| 2004 | 2011 |
| ---- | ---- |
| 85   | 81   |

## Source
- (es) Cet article est partiellement ou en totalité issu de l’article de Wikipédia en espagnol intitulé « Mangrullo (San José) » (voir la liste des auteurs).